# Parodia curvispina
Parodia curvispina là một loài thực vật có hoa trong họ Cactaceae. Loài này được (F. Ritter) D.R. Hunt mô tả khoa học đầu tiên năm 1997.